# Robert Walter McElroy
Mons. Robert Walter kardinál McElroy (* 20. ledna 1953, Aldona, Indie) je americký katolický kněz, biskup, dnes sídelní biskup v San Diegu a kardinál.

## Stručný životopis
Po studiích historie na Harvardově univerzitě (B.A., 1975) a Stanfordově univerzitě (M.A., 1976) začal studovat teologii. Po základním studiu byl v roce 1980 vysvěcen na kněze, působil jako sekretář arcibiskupa Johna Raphaela Quinna, roku 1985 získal licenciát z teologie a v roce 1986 doktorát z morální teologie na římské Gregoriáně. Roku 1989 obdržel doktorát z politologie na Stanfordově univerzitě. V letech 1995 - 1997 byl generálním vikářem diecéze San Francisco, byl také publikačně činný.

## Biskupská služba
Roku 2010 byl jmenován pomocným biskupem v San Franciscu a přijal biskupské svěcení, roku 2015 se stal sídelním biskupem v San Diegu.
Dne 6. ledna 2025 jej papež František jmenoval arcibiskupem washingtonským.

## Kardinálská kreace
V neděli 29. května 2022 papež František ohlásil, že v konzistoři dne 27. srpna 2022 jmenuje 21 nových kardinálů, mezi nimi i Monsignora McElroye.